# Josefina Bilbao
María Josefina Bilbao Mendezona (Valparaíso, 9 de marzo de 1933) es una política chilena cercana al Partido Demócrata Cristiano (PDC) de su país.
Se desempeñó como ministra de Estado durante el gobierno del presidente Eduardo Frei Ruiz-Tagle en la cartera del Sernam y como intendenta de la Región de Valparaíso durante el primer año de administración de Ricardo Lagos. Ha ejercido como catequista y orientadora.

## Familia y estudios
Nació en Valparaíso, pero su crianza tuvo lugar en Viña del Mar, estudiando en las Monjas Inglesas. Partió a Santiago a los veinticinco años de edad, recién casada con el arquitecto y empresario Jorge Guzmán Iturra, con quien tuvo seis hijos.
Su padre fue Eustaquio Bilbao Zumarraga, un inmigrante vasco de carácter fuerte, muy liberal, y su madre, Pilar Antonia Mendezona Lecanda. Es la cuarta de cinco hermanos.
Estudió pedagogía catequística en el Hogar Catequístico dependiente de la Pontificia Universidad Católica. Ejerció como profesora de catequesis y luego ingresó a movimientos juveniles de acción católica de manera muy comprometida.
Posteriormente estudió orientación familiar en el Instituto Carlos Casanueva, entidad en la cual ejerció como docente y directora.

## Actividad pública
En la época de la dictadura militar (1973-1990) formó parte de la Comisión Justicia y Paz del Episcopado Nacional.
Durante el Gobierno de Patricio Aylwin formó parte de la Comisión de Diagnóstico sobre la Familia Chilena en calidad de presidenta, dando sus primeros pasos en el mundo de la política.
En 1994 el presidente Frei Ruiz-Tagle la nombró ministra directora del Servicio Nacional de la Mujer, cargo en el que permaneció hasta marzo de 2000, convirtiéndose, con ello, en la única persona del gabinete en acompañar al presidente durante todo su periodo. En ese rol, representó al gobierno de Chile en la Conferencia Mundial sobre la Mujer de 1995 realizada en Pekín, China.
Independiente, aunque cercana al Partido Demócrata Cristiano, en el Gobierno de Ricardo Lagos ocupó el cargo de intendenta de la Región de Valparaíso (marzo a diciembre de 2000) y luego el de presidenta de la Comisión Nacional sobre Educación Sexual.
Se ha desempeñado como integrante del Consejo Calificador Cinematográfico y como presidenta del directorio de Fundación Mi Casa, además de pertenecer a distintos directorios vinculados al mundo de la educación.